# Agatarchide di Cnido
Agatarchide (in greco antico: Ἀγαθαρχίδης?, Agatharchídēs; Cnido, 220 a.C. circa – Alessandria d'Egitto, forse dopo il 145 a.C.) è stato un retore, storico e geografo greco antico, vissuto nel II secolo a.C.

## Biografia
Non sono molte le testimonianze sulla vita di Agatarchide. Probabilmente nato a Cnido, viene indicato da Fozio come threptos, un assistente di umili origini di Cinea, consigliere di Tolomeo VI, e successivamente come segretario di Eraclide Lembo, colui che portò avanti le trattative che conclusero l'invasione dell'Egitto da parte di Antioco IV nel 169 a.C.
Dall'opera di Agatarchide non è possibile trarre molte altre indicazioni biografiche. Alla conclusione del suo scritto Sul mar Rosso, si scusa di non poter completare l'opera a causa di difficoltà pratiche nell'accedere ai documenti ufficiali, durante i disordini verificatisi in Egitto. Probabilmente Agatarchide accenna a ciò che avvenne nel 145 a.C., quando Tolomeo VIII scacciò da Alessandria gli intellettuali che appoggiavano i suoi avversari che miravano al trono; è anche possibile che si riferisca al ritorno sul trono dello stesso Tolomeo (132 a.C.) dopo esserne stato allontanato da una rivolta. Quest'ultima è la tesi maggiormente condivisa fra gli studiosi.
Da alcuni passi dell'opera sul mare Eritreo (il mar Rosso) certi studiosi hanno anche dedotto che Agatarchide fosse un'importante figura politica del suo tempo, precettore dei figli di Tolomeo VI e Strabone lo definisce peripatetico.

## Opere
Delle sue opere, un elenco delle quali è dato da Fozio, rimangono pochi frammenti delle due maggiori, Le cose d'Asia, originariamente in 10 libri, e Le cose d'Europa, originariamente in 49 libri. Nella prima, i due frammenti pervenuti, tramandati da Ateneo, poggiano l'attenzione sugli sperperi della corte di Alessandro Magno, con una vena moralistica che ritorna nei ben più ampi frammenti della storia sull'Europa. Si tratta, comunque, di una quantità di frammenti troppo scarsa per poter dare un'idea del contenuto preciso e dell'organizzazione di tali scritti.
Sono, invece, più numerosi i frammenti del primo e del quinto libro del trattato Sul Mar Rosso: alcuni passi dell'opera sono ripresi, infatti, da Diodoro Siculo, Strabone, Plinio il Vecchio, Claudio Eliano, Ateneo e il già citato Fozio.
L'opera, di notevole rilevanza, anche se in passato liquidata come compilativa, indugia sulla descrizione fisica del Corno d'Africa e delle coste del mar Rosso, non tralasciando di trattare anche degli animali tipici della zona (elefanti, giraffe e rinoceronti). Sono anche descritti i costumi degli abitanti, gli Ittiofagi (i "mangiatori di pesce"), come venivano chiamati da taluni storici antichi, le loro attività e abitudini.
Fozio nella sua Biblioteca afferma che l'opera è scritta in attico, in uno stile chiaro ed elegante, ad imitazione di Tucidide anche nella struttura dei discorsi presenti nel testo.